# Капачи
Капа̀чи (на италиански и на сицилиански Capaci) е град и община в Южна Италия, провинция Палермо, автономен регион и остров Сицилия. Разположен е на 51 m надморска височина. Населението на общината е 11 045 души (към 2011 г.).
В автомагистрала близо до град Капачи е убит прокурорът Джовани Фалконе в 23 май 1992 г., в голям атентат, организиран от сицилианската мафия.